# 贤良寺
贤良寺位于北京东城区现金鱼胡同、校尉胡同、煤渣胡同一带，寺庙建筑已基本不存在。清朝时贤良寺因为临近皇宫，许多外省官吏进京述职多居于此，是内城中一座著名寺院。

## 从怡王府到贤良寺
贤良寺在明朝时为诸王府，清初为怡亲王允祥府邸。允祥是康熙皇帝的第十三子，雍正皇帝的弟弟。怡王府地处帅府园一帶，面积很大，据绘于乾隆年间的地图，怡王府西临王府井大街，东至校尉胡同，北到金鱼胡同，南至帅府园胡同，包括了中央美术学院等一大片地方。雍正八年（1730年）允祥死后，尊其遗愿舍宅为寺，于雍正十二年（1734年）建成。允祥死后谥曰贤，并世袭罔替，寺名由雍正皇帝钦赐，并依其谥号取名“贤良寺”。清雍正十一年（1733年）于贤良寺内设藏经馆，广集经本，校勘编纂《大藏经》。

## 历史见证
乾隆二十年（1755年），贤良寺迁移建至冰渣胡同（有称冰盏胡同），正门开在冰渣胡同北边。移建后的贤良寺面积减少，但仍规模不小，主要建筑有山门、碑亭、前殿、正殿、经楼、东西配殿、寮房等。正殿前有两座碑亭，正殿面阔五间，为绿琉璃瓦歇山顶，悬木额“贤良寺”。其余建筑均为大式硬山灰筒瓦顶，还有乾隆皇帝御书心经塔碑。因贤良寺距皇宫很近，外省官吏进京述职多居于此，如康有为、沈子培、王病山等维新派人物进京时都居住于此，左宗棠进京也多次在此居住。

### 李鸿章与贤良寺
李鸿章第一次进京时便住在这贤良寺，与当时外省官吏一样，之后多次进京，李鸿章也居于贤良寺。庚子事变之后，时任两广总督的李鸿章从广州被调回北京与八国联军议和，就住在贤良寺。当时的北京已被八国联军控制，贤良寺因有李鸿章居住而成为当时“由清国政府管辖的两个小院”之一（另一个是与联军议和的庆亲王府）。
1901年11月7日，李鸿章在贤良寺死于钦差大臣任上。

## 民国时期
民国时贤良寺对普通游人开放。据1935年出版的《北平旅行指南》记载，院中古柏参天，老槐荫地，房舍宽敞，十分幽静。寺中有画工精致生动的壁画，“实臻上乘，艺术之佳，洵为近代所罕见”。由于寺内建筑宽敞，民国时，在配殿设有民众小学校。清朝时，这里还是许多富贵人家操办丧事的场所，民国时，这里开设国殡仪馆，是北京最大的殡仪馆之一，灵柩多停于北墙内，使用到1950年以后停止。

## 1949年以后至今
中华人民共和国成立初期，贤良寺内还有僧众。后来僧众被遣散，部分房屋被作为校尉小学的校舍，当时贤良寺的主持吴金鼎成为小学校长。寺院的前殿、东西配殿及后罩楼一层被用做教室，正殿和后罩楼二层存放经书和法器，寺中石碑被移至五塔寺石刻博物馆。贤良寺也深处于居民的大杂院之中。1988年贤良寺所在地区开始进行拆迁改造，金鱼胡同、校尉胡同、冰渣胡同的居民房被拆除以拓宽马路、改造街道、修建豪华饭店。1990年代，校尉小学改建，贤良寺的大部分建筑被拆除，现只剩下寺东边的一进小院，深藏在校尉小学的高楼东边。